# Joseph Diongre
Joseph Diongre (Brussel, 1 augustus 1878 - 3 maart 1963) was een Belgisch architect, vooral bekend voor het ontwerpen van het Flageygebouw.

## Biografie
- 19?? - Beëindigt zijn studies aan het Koninklijke Academie voor Schone Kunsten van Brussel bij Albert Dumont
- 1901 - Vervolledigt zijn studies via een stage in Parijs bij architect Emile Duray.
- ???? - Zijn dochter huwt met architect Maurice Houyoux

## Belangrijke werken
- 1908 - Wint een openbare architectuurwedstrijd met zijn ontwerp voor het gemeentehuis van Sint-Lambrechts-Woluwe; het ontwerp werd niet uitgevoerd[1]
- 1922 - Cité Diongre in Sint-Jans-Molenbeek
- 1926 - La Cour Saint-Lazare, een geheel van 180 sociale woningen in Sint-Jans-Molenbeek
- 1927 - Het Withuis, Charles Woestelaan, Jette, op vraag van schrijver-dichter Jef Mennekens
- 1930 - Het monument voor de gesneuvelden tijdens WO I op het Fort van Walem[2]
- 1931 - Sint-Jan-de-Doperkerk (Molenbeek) met opvallende ellipsbogen en gebrandschilderde ramen van Frans Crickx.
- 1935 - Nieuw ontwerp voor het gemeentehuis van Sint-Lambrechts-Woluwe, uitgevoerd in 1938[1] en geïnspireerd op het Raadhuis van Hilversum van Willem Marinus Dudok[3]
- 1938 - Flageygebouw in Elsene, zijn laatste verwezenlijking (opdracht toegekend door een wedstrijdjury met onder meer Victor Horta)

## Andere bekende werken
- 1906 - Woonhuizen Eugene Demolderlaan 50-52, Schaarbeek
- 1908 - Woonhuis Ernest Laudestraat 20, in Schaarbeek, met sgraffiti van Privat-Livemont

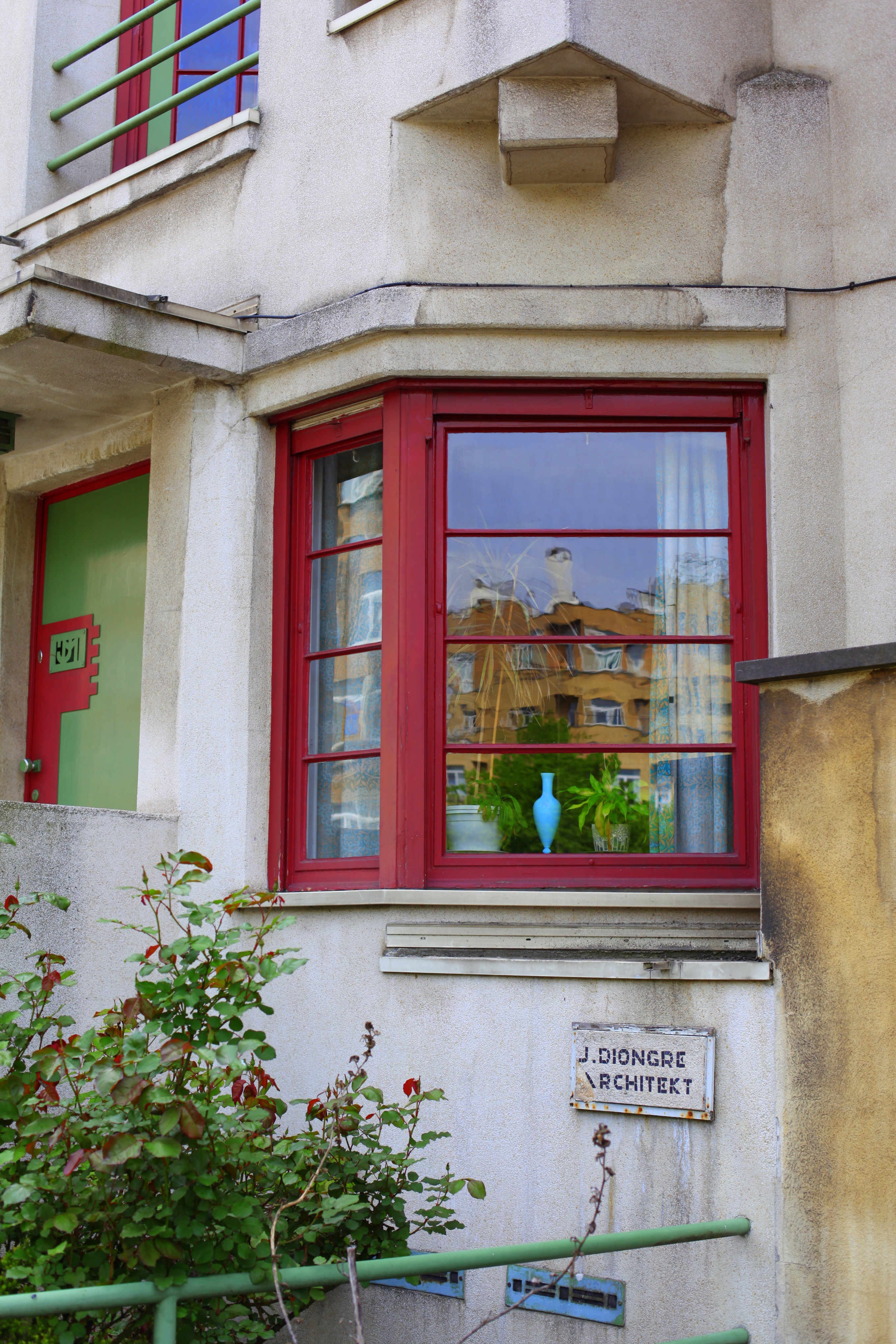
Withuis.
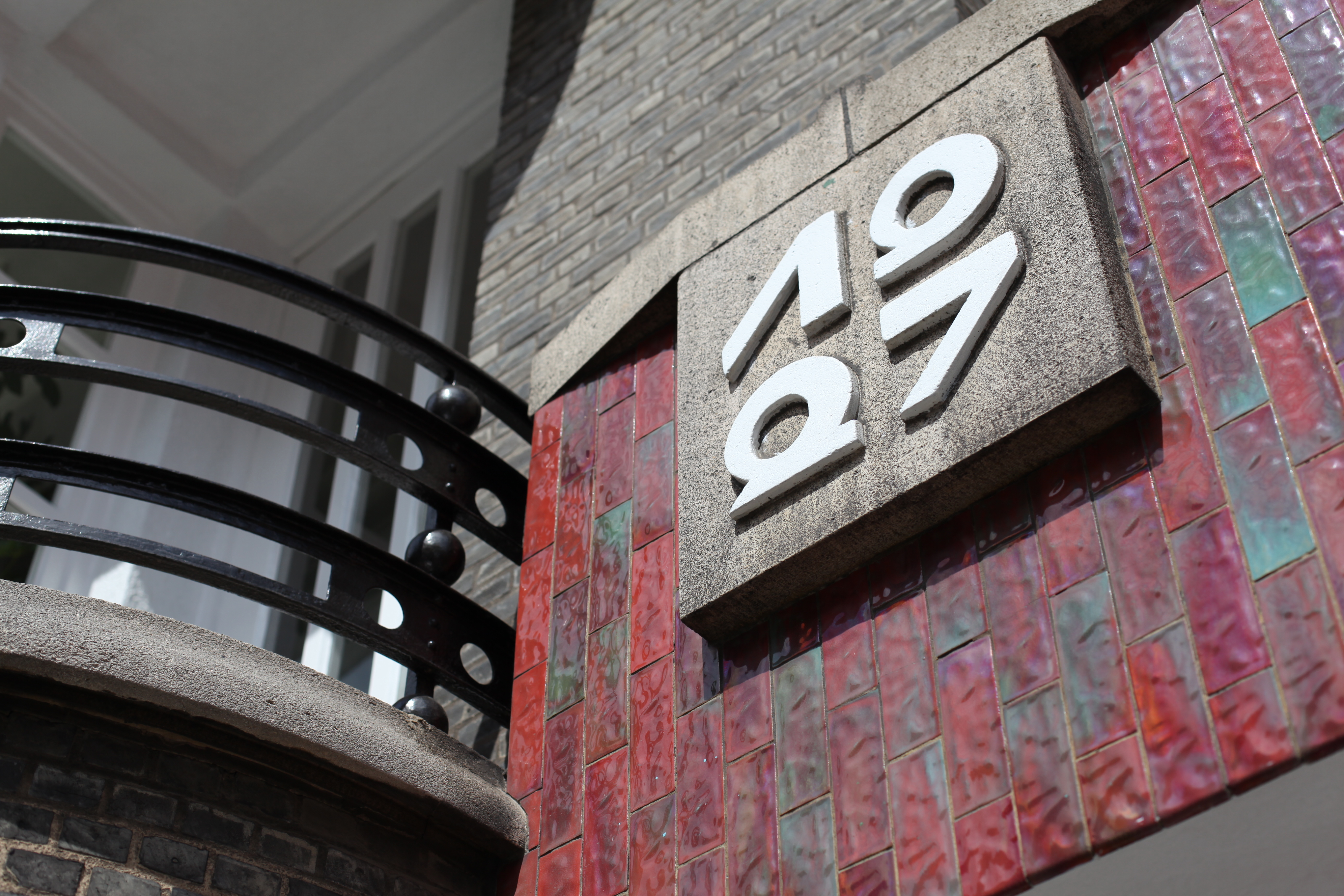
Art-deco, detail.
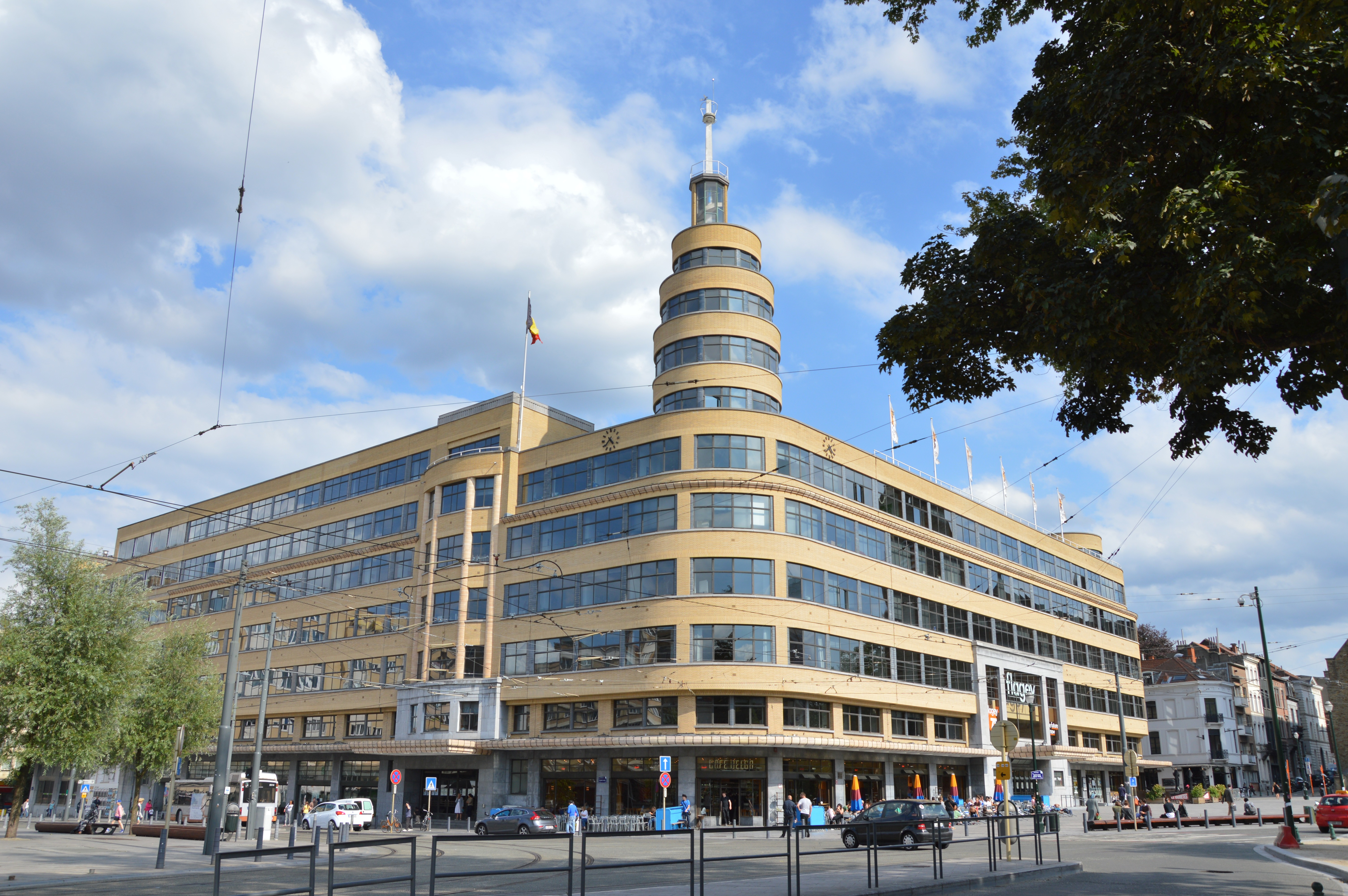
Flageygebouw (Elsene).